# Georges-Mathieu de Durand
 (juillet 2025).
Si vous disposez d'ouvrages ou d'articles de référence ou si vous connaissez des sites web de qualité traitant du thème abordé ici, merci de compléter l'article en donnant les références utiles à sa vérifiabilité et en les liant à la section « Notes et références ».
Georges-Mathieu de Durand (né le 30 septembre 1923 à Chaville et mort le 30 novembre 1997 à Montpellier) est un prêtre dominicain, théologien et universitaire canadien d’origine française. Spécialiste de la patristique et de la christologie, il est notamment connu pour ses travaux sur Cyrille d'Alexandrie et sa contribution à la collection Sources chrétiennes.

## Biographie
Issu d’une ancienne famille de la noblesse aveyronnaise, Georges-Mathieu de Durand est le fils d’Abel François Charles de Durand (1886–1959), député d’Eure-et-Loir, et de Monique de Girard (1898–1940). Il grandit dans le sud de la France et effectue ses études secondaires au collège Saint-François de Montpellier, puis chez les jésuites à Marseille. Il obtient une licence de lettres à l’université d’Aix-en-Provence en 1946.
Il entre dans l’ordre des Prêcheurs (dominicains) en 1947, où il prend le nom de frère Matthieu. Il fait profession solennelle en 1950 et est ordonné prêtre le 6 juillet 1952 à Saint-Maximin-la-Sainte-Baume.
Après des études de philosophie et de théologie au couvent royal de Saint-Maximin, il enseigne l’histoire des dogmes à ses jeunes confrères. Il poursuit ensuite des études supérieures à l’université de Fribourg (Suisse), puis à Oxford, où il soutient une thèse de doctorat sous la direction du professeur F. L. Cross, spécialiste d’Athanase d’Alexandrie.

## Carrière universitaire
En 1961, il est nommé professeur agrégé à l’Université de Montréal, où il enseigne la patristique et la théologie jusqu’en 1988. Il y forme plusieurs générations d’étudiants et contribue activement à la vie intellectuelle de la faculté de théologie.
Entre 1976 et 1979, il partage son temps entre Montréal et le couvent d’études des dominicains de Toulouse, où il assure le cours de patrologie. À partir de 1972, il dirige également la rubrique du « Bulletin de patrologie » dans la Revue des sciences philosophiques et théologiques.

## Œuvre scientifique
Georges-Mathieu de Durand est l’un des contributeurs majeurs de la collection Sources chrétiennes, où il publie ou coédite treize volumes bilingues (grec-français ou latin-français), notamment :
- Cyrille d’Alexandrie, Dialogues sur la Trinité (SC 231, 237, 246)
- Cyrille d’Alexandrie, Dialogues christologiques
- Basile de Césarée, Contre Eunome (SC 299, 305)
- Hilaire de Poitiers, La Trinité (SC 443, 448, 462)
- Marc le Moine, Traités (SC 445, 455)

Au moment de sa mort, il travaillait à une édition du De Natura Hominis de Némésius d'Émèse.

## Publications sélectionnées
- « La tradition des œuvres de Marc le Moine », in Revue d’histoire des textes, bulletin n°29 (1999), pp. 1–37.
- Nombreux articles dans la Revue des sciences philosophiques et théologiques.

## Distinctions
- Professeur émérite de l’Université de Montréal
- Membre actif de la communauté scientifique patristique francophone